# 布拉特·奥库德扎瓦
布拉特·沙尔沃维奇·奥库德扎瓦（俄语：Булат Шалвович Окуджава；1924年5月9日—1997年6月12日)是一位前苏联和俄罗斯的诗人、作家、音乐家、小说家、歌手及歌作者，具有格鲁吉亚-亚美尼亚血统。他是苏联音乐流派“自作歌”（俄语：авторская песня，或称“吉他歌”）的奠基人之一，终生为两百多首歌谱曲，唱词则是他自己写的诗。他的歌曲创作融合了俄罗斯诗歌、民谣的传统，与以奥库德扎瓦的同时代人热尔日·布拉森斯（法語：Georges Brassens）等人为代表的法国香颂风格。与他的同辈苏联民谣诗人（俄语：бард）相比，他的歌曲从来没有公开的政治性，但奥库德扎瓦的艺术声音所具有的新鲜、独立的特征，也构成了对苏联文化当局的微妙挑战；因此，苏联文化当局多年来一直没有给予他正式的承认。